# Schloss Vestenthal

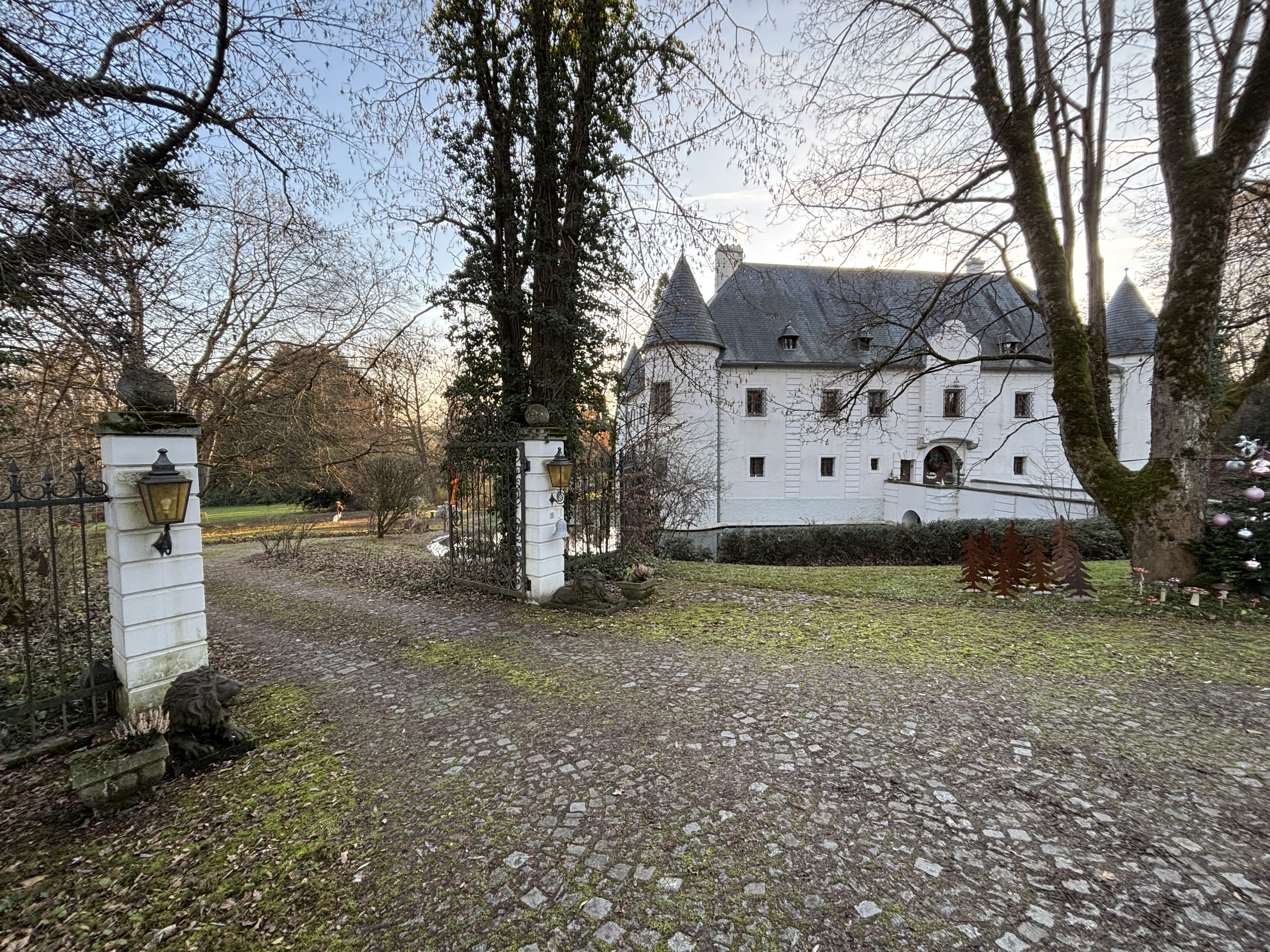
Schloss mit Einfahrtstor

Das Schloss Vestenthal ist ein ehemaliges Wasserschloss in Haidershofen, welches circa einen Kilometer südwestlich vom Hauptort der Katastralgemeinde Vestenthal liegt.

## Geschichte
Das Gebäude wurde erstmals 1254 erwähnt als Otto von Steyr sein Gut „in valle“ dem Kloster Gleink schenkte. Das Schloss war zuvor an Conrad von Ritzenwinkel verlehnt, somit musste er auf dieses Lehen verzichten. Die Herren von Ritzenwinkel wurden damit Gefolgsleute des Klosters in Gleink. Es wird vermutet, dass diese im Tal eine Veste errichtet haben welche heute Vestenthal genannt wurde.

## Architektur
Das Gebäude in quadratischer Form ist bewohnt und besteht aus einem steilen Walmdach und jeweils an den Seiten einen Rundturm.